# Anastasia Dragomirova
Anastasia Dragomirova, auch Ntragkomirova (griechisch Αναστασία Ντραγκομίροβα, * 22. Januar 2003 in Thessaloniki), ist eine griechische Leichtathletin, die im Siebenkampf sowie im Kugelstoßen an den Start geht.

## Leben
Dragomirova wurde in Griechenland geboren, ihre Familie stammt aus Bulgarien. Sie lebt und trainiert in Nea Kallikratia (Chalkidiki). Seit Herbst 2022 studiert sie an der Fakultät für Physiotherapie der Aristoteles-Universität Thessaloniki.

## Sportliche Laufbahn
Erste internationale Erfahrungen sammelte Anastasia Dragomirova beim Europäischen Olympischen Jugendfestival (EYOF) 2019 in Baku, bei dem sie mit einer Weite von 16,11 m den sechsten Platz im Kugelstoßen belegte und im Siebenkampf mit 5817 Punkten die Bronzemedaille gewann. Im Jahr darauf gewann sie bei den U20-Balkan-Hallenmeisterschaften in Istanbul mit 5,99 m die Silbermedaille im Weitsprung und gewann im Kugelstoßen mit 15,00 m die Silbermedaille. 2021 gewann sie dann bei den U20-Balkan-Meisterschaften ebendort mit 14,81 m die Silbermedaille, ehe sie bei den U20-Weltmeisterschaften in Nairobi mit 14,57 m den sechsten Platz belegte. Zudem verpasste sie bei den U20-Europameisterschaften in Tallinn mit 14,00 m den Finaleinzug. Im Jahr darauf siegte sie mit 5331 Punkten im Siebenkampf bei den U20-Balkan-Meisterschaften in Denizli und gelangte anschließend bei den U20-Weltmeisterschaften in Cali mit 5272 Punkten auf den zwölften Platz. Zudem schied sie dort mit 13,60 m in der Qualifikationsrunde im Kugelstoßen aus. 2023 wurde sie bei den U23-Europameisterschaften in Espoo mit 5293 Punkten 19. im Siebenkampf, ehe sie bei den Balkan-Meisterschaften in Kraljevo mit 5381 Punkten die Silbermedaille hinter der Slowenin Maja Bedrač gewann. Im Jahr darauf siegte sie mit 5426 Punkten bei den Balkan-Meisterschaften in Izmir. Kurz darauf verpasste sie bei den Europameisterschaften in Rom mit 14,82 m den Finaleinzug im Kugelstoßen. 2025 belegte sie bei den U23-Europameisterschaften in Bergen mit 16,09 m den fünften Platz im Kugelstoßen und wurde im Siebenkampf mit 6054 Punkten Vierte.
2021 wurde Dragomirova griechische Meisterin im Kugelstoßen sowie von 2023 bis 2025 im Siebenkampf. Zudem wurde sie 2020 und 2024 Hallenmeisterin im Fünfkampf.

## Persönliche Bestleistungen
- Kugelstoßen: 16,09 m, 17. Juli 2025 in Bergen
- Siebenkampf: 6054 Punkte, 20. Juli 2025 in Bergen
  - Fünfkampf (Halle): 4081 Punkte, 29. Februar 2020 in Piräus (griechischer U20-Rekord)